# Выдровые землеройки
Выдровые землеройки (лат. Potamogalidae) — семейство млекопитающих отряда афросорицид. Наряду с тенрековыми (Tenrecidae) относятся к подотряду Tenrecomorpha; по данным молекулярной генетики и палеонтологии (Everson et al., 2016), эти два семейства разошлись около 55,61—40,73 млн лет назад. Ранее рассматривались как подсемейство Potamogalinae семейства Tenrecidae. 

## Описание

### Внешний вид
Длина тела 29—35 см. Оно вытянутое и приземистое. Лапы короткие, пятипалые. На передних лапах 2-й и 3-й пальцы срастаются на две трети своей длины. Длина хвоста 24—29 см, он уплощён с боков, сверху и снизу на нём есть кили.

### Распространение и места обитания
Распространены в Экваториальной Африке, западной и центральной её частях. Живут по берегам водоёмов. Ведут, как правило, полуводный образ жизни.

## Роды и виды
Семейство включает 2 рода, 3 вида:
- Род Карликовые выдровые землеройки (Micropotamogale)
  - Карликовая выдровая землеройка (Micropotamogale lamottei)
  - Рувензорийская выдровая землеройка (Micropotamogale ruwenzorii)
- Род Выдровые землеройки (Potamogale)
  - Выдровая землеройка (Potamogale velox)